# سد دریک
سد دریک (شهدای تازه شهرسلماس) در ۱۵ کیلومتری غرب شهرستان سلماس بر روی رودخانه دریک که از کوه‌های مرزی ایران و ترکیه سرچشمه می‌گیرد ساخته شده‌است.
کارفرمای آن سازمان آب منطقه‌ای آذربایجان غربی و مشاور طرح، مهندسان مشاور آب نیرو بوده‌است.
ساخت این‌سد در اواخر سال۱۳۸۳ توسط قرارگاه سازندگی خاتم‌الانبیاء آغاز و اوایل سال ۱۳۸۹ به بهره‌برداری رسید.
هدف از احداث این سد تأمین آب زراعی ۶۰۰۰ هکتار از اراضی دشت سلماس، بهبود سیستم آبیاری اراضی پایین دست سد، ساخت اولین پارک آبی تفریحی منطقه، پرورش ماهی و… می‌باشد.
حجم مخزن آن ۲۲ میلیون مترمکعب، طول تاج ۱۳۷۴ متر و ارتفاع آن ۳۷ متر از بستر رودخانه می‌باشد.
بیش از۴۶۵۰۰۰ مترمکعب خاکبرداری و نزدیک به ۱۸۵۰۰۰۰ متر مکعب خاکریزی برای احداث سد دریک انجام گرفته که در نوع خود کم‌نظیر است.
مهندس امامی نماینده مجری طرح، مهندس فیض الهی ناظرعالی پروژه ومهندس سلیمانی مدیرساخت این پروژه بوده‌اند.
سد دریک در فروردین ماه ۱۳۸۹ توسط معاون اول رئیس‌جمهور دکتر رحیمی افتتاح و به بهره‌برداری رسید.